# 古橋暉皃
古橋 源六郎 暉皃（ふるはし げんろくろう てるのり、文化10年3月23日（1813年4月23日） - 明治25年（1892年）12月24日）は、江戸時代後期～明治期の豪農、農業指導者。三河国設楽郡稲橋村（現在・愛知県豊田市稲武町タヒラ）に古橋家五代義教（1779～1848）と妻加乃の二男として誕生し、古橋家の六代当主となっている。なお、源六郎は襲名。

## 生涯

### 生い立ち
暉皃は文化10年（1813年）3月23日、三河国設楽郡稲橋村（現愛知県豊田市稲武町）に古橋家五代目源六郎義教と妻加乃の次男として生まれた。幼名は唯四郎。兄徳四郎が夭折したので、家を継ぐに当たり襲名して六代目の源六郎を称した。

### 青年期

#### 家政改革
文政5年（1822年）、10歳の暉皃は友達の話により、初めて古橋家が借金まみれのことを知り、「かならず古橋家を立て直してやるぞ」と決意した。
天保2年（1831年）、暉皃は19歳で家督を継ぎ、古橋家の別家美濃家古橋源次郎の助けを借り、積極的に家政改革を取り組んだ。家財道具類と鉄店（鍋釜鍬鋤など農機具を販売する店）在庫商品の競売を行った。競売の結果、193名という多くの買人が来て、売上代金は114両となった。これにより、借金の一部を返済し、暉皃の誠意が認められ、周辺村や村人から借金利息の切り捨てや借金元金年賦返済などの便宜を得て、その後の経済再建の礎になった。

#### 天保の飢饉と備荒貯蓄
天保4年（1833年）、日本中を苦しめる天保の大飢饉が起こった。稲橋村も例外ではなく、村人は飢餓に瀕していた。暉皃は家政改革に着手したばかりで自分も苦しかったが、「己を責めて人に施すは今の時也」と精米一石二斗、精麦一石八斗を給与するとともに、領内富裕者に呼びかけ、金を出し合って米を買い、無利子五年賦で貸与するなど村人を飢餓から救うことに努めた。
一方、備荒の目的を以て、暉皃は自費で杉苗を買い各戸に40本宛て配り、稲橋村共有山の植林に着手した。
天保7年（1836年）、再び大飢饉に見舞われ、隣の加茂郡に一揆・打ち壊しが起きた。暉皃は十一ヵ村の惣代となって赤坂代官所へ村方救済の急夫食（食料となる米穀）や破免検見（凶作時の年貢の大幅減）を度々請願した。こういった努力により天保の飢饉にあたって、稲橋村では一人の餓死者も出さなかったと言われている。

### 壮年期

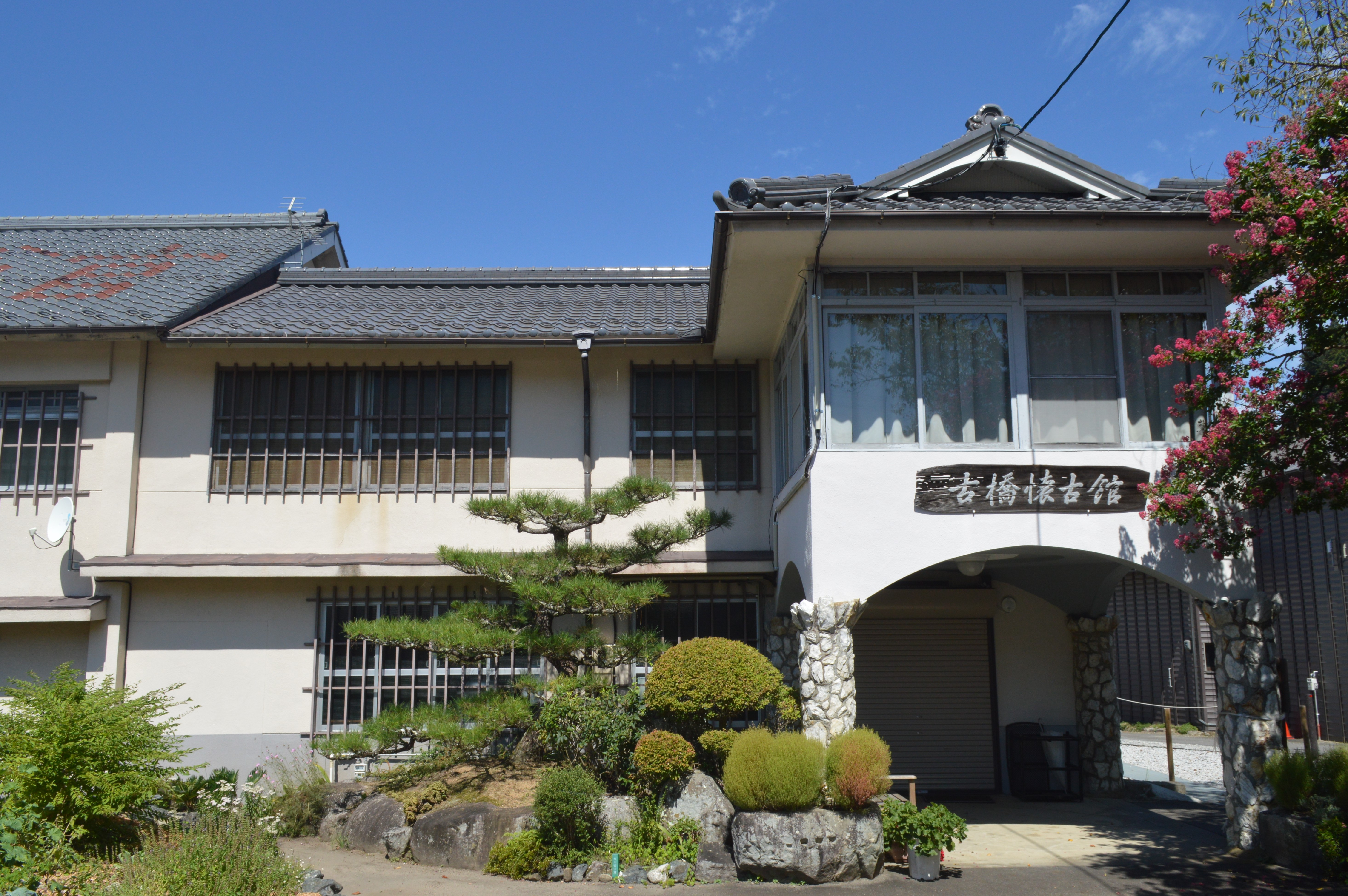
古橋懐古館

#### 国学への傾倒
暉皃は安政6年（1859年）に入手した本居宣長の『直毘霊』に大きな感銘を受け、以来国学に傾倒した。
一方、日米修好通商条約の調印（1858年）、安政の大獄（1858～1859年）、桜田門外の変（1860年）という激動する時代の影響を受けて、暉皃は文久3年（1836年）に三河吉田の神主羽田野敬雄の紹介により江戸へ出て平田篤胤門に入門した。江戸滞在中、暉皃は国学書や、国学者、儒学者、勤王家らの書画の収集に努めた。現在暉皃をはじめ、その子義真、孫の道紀を続けて収集した書画は義真役後五十年祭（1958年）の記念事業の一環として展示施設が建設され、昭和41年（1966年）に一般公開された古橋懐古館で展示保存されている。
平田門下生となった暉皃は急速に国学者らしい行動をとり、村の指導者に過ぎなかった暉皃の視野は拡大し、外国事情や国内政治にも深い関心を寄せるようになった。

#### 三河県出仕
明治元年（1868年）、暉皃は新政府が置いた三河県に出仕した。三河の判事として赴任してきた土肥大作と問答を交わした時、三河県の将来進むべき方向・復興策は何かと聞かれた暉皃が倹約と貯蓄による方策しかないと答えたことに対して、土肥は積極的に物産・殖産をはかるべきことを説いたのである。明治期暉皃の富国殖産中心の考え方に大きな影響を与えた。
明治2年（1869年）、三河県廃県後、暉皃は伊那県足助局に勤め、明治5年、60歳となった暉皃は伊那県を辞し、稲橋村へ帰った。帰村して早々暉皃は自らの資金を拠出して殖産・物産振興に役立てようと、足助局を離れる際、与えられた勤務中の倹約金として230円を物産振興と貧民救済に、さらに愛知県より借りた450円を原資に、茶の実を買って村民に分配しその栽培を奨励した。同時期に植林・産馬・養蚕、椎茸栽培の導入をも図った。

### 老年期

#### 教育
暉皃と義真父子は、稲橋組合村十二ヵ村の村人に新時代の教育をさせようと学校設立の運動を起こした。明治5年（1872年）、額田県に出願・許可を得て、武節村にあった無住の寺一円寺を校舎として、国学同門佐藤清臣を校長として迎え、瑞龍寺の住職加藤邁宗、御所貝津の医師松井春城を補助として、明治新政府下の学制制度に先んじる2ヵ月前の8月15日に開校した。当日は中秋の明月にあたり、校舎の下を流れる名倉川の清風が心地よく学びやにそよいでくることから、校舎を明月清風校と名付けた。この郷学校は地域の開化と殖産を担う人物の育成という実学を重んじた。
設立当初の教具・教員の給料、校舎の維持費などの経費は、暉皃と義真父子が寄付した。また学校頼母子講を設け、向かう10年間運営してその利子を積立て、金1000円余をつくり、これを将来の学校経営の基金とするという計画を立て、その間10年の経営資金は古橋家において一切負担することとした。
翌明治6年11月に愛知県（明治5年11月額田県を合併）が私塾二家塾を廃止することになって、明月清風校は「第九中学区第四十三番小学」として学制に基づく新しい学校へと転換し、のちに稲橋小学校となり、現在は黒田、押川、小田木、大野瀬小学校との合併をへて、稲武小学校となっている。

#### 養蚕と献糸会
明治7年（1874年）、平田同門吉田在の羽田野敬雄の勧めで、暉皃は伊勢神宮献糸の古典復活を要請した。同年愛知県の勧業係より養蚕のすすめもあり、翌8年暉皃は12ヵ村に桑苗を各戸に25株ずつ配布して養蚕を奨励した。
明治11年（1878年）暉皃義真父子は稲橋・武節両村に養蚕伝習所を設け生徒を養成した。明治13年、稲橋養蚕伝習所の成績優秀者である岡田伊三郎を福島県磐城郡掛田村に派遣させ、大橋重左衛門について火力養蚕法を伝習させた。同年暉皃義真父子は愛知県庁に対し、献糸復活を請願した。翌14年5月30日神宮司庁は内務省と議し、伊勢神宮献糸を正式に認可となった。同年7月に神宮御衣祭献糸申合書を作成し、献糸会を創設した。同年10月に糸を引き、翌15年2月3日に正式に献糸会として奉納を始めた。以後綿々と継続、平成30年までは137年目となった。
なお、大正4年の大正天皇大嘗祭、平成2年の明仁天皇の大嘗祭には稲武町献糸会より繒服（大嘗祭で最も重要な皇祖神の御衣）を調進した。

#### 農談会
暉皃は佐藤清臣の「農事を起すは農談会を聞くに如くはかし」といった勧めで、大野瀬村の老農小木曽一家らと謀り、明治11年四月、組合村十二ヵ村の老農数十人を自宅に招き、農事を談じた。その場で「繭、生糸、茶、煙草、椎茸」等の物産開発や改良に役立つ知識、経験を交換し、その成果は意外に大きかった。老農的立場の暉皃の主導で始まった農談会は、北設楽郡長となった義真が行政的な立場から取り上げ、郡内の戸長を集め、郡農談会を発足し、のちに三河農会、ついで大日本農会へ発展してきた。

#### 百年計画の植木
明治11年秋、暉皃は濃尾大演習拝観の旅に出て、伊勢神峠（当時伊勢加美峠と称し）より東の方は山高く緑は深いが、西するに従っで不毛となり、やがては緑もなくなるが、耕地は次第に肥沃となっていくのを目のあたりにして、「沃土の民と痟土の民と何れも等しく民であり乍ら、その幸不幸は如何であろう」と悩んだが、帰途の伊勢神峠で「山の民には樹木、平地の民には農産、海辺の民には魚塩の幸があり、夫々その処に従ってまことを致すものに幸を受け賜うのが神の御心である」と頓悟した。ここに暉皃は神の御心に従って山という山に樹本を繁殖させ、山民の共存共栄の基を開くことを深く決意した。
明治20年、75歳となった暉皃は百年計画の植樹を計画して、共有山井山に山の神を祭り、自ら鍬を振って杉苗を植え、「これが成木したら郷社八幡神社修繕の材とせよ」と語り、数日山に起き伏しつつ植林を督励した。100年余の時を経て、稲武の山には美しい杉が天をつくように伸びている。そして暉皃の思いも引き継がれ、山林経営と地域貢献、二つの柱をもつ古橋家の取り組みは、今なお続いているのである。

### 晩年
暉皃は、明治10年代の後半から、いくつかの著述を残している。
明治16年（1883年）「北設楽郡殖産意見書」、明治17年「報告捷径」、明治18年「富国能種まき」、明治24年「子孫遺訓補遺」、明治25年「経済之百年（よわたりのもと）」があり、そこに一貫しているのは、地域住民とともに地域に生きる精神である。暉皃は山林に期待をかけたが、それはたんに材木を育て伐して売り、利を得るのではなく、茶、養蚕、煙草など地域の生産をよみがえらせ、地域に住む人々の生活への方向性を構想した。この将来構想は、国学的尊王精神、報徳や勤倹主義と結びついて展開していたのである。
明治25年12月24日、暉皃は八十歳で生涯を閉じた。暉皃没後、北設楽郡農会はその遺徳を後世へ伝えようと頌徳碑の建立を決議、全国各地から千余名の人々が資金を出し合い、古橋翁頌徳碑を大井平公園に建立した。

## 逸話
明治14年（1881年）、暉皃は国貞県令に随行して第2回内国勧業博覧会を視察した際、一日山林局長牟田口元学を訪ね、山林植栽の意見を述べ（百年計画の植樹法）、局長も大いにこれに共鳴激励した。懇談数時間後、夕食の時間になったので、局長は洋食を御馳走しようと準備したが、暉皃は敢えて手をつけようとしない、怪しんだ局長がそのわけを問うと、殖産興業以来、輸入を防ぎ輸出入の均衡をとるため外品を口にしないと村人と約束した旨を答えた。局長は深く感賞し、暉皃のために「励志守常」の四大文字を書き、暉皃に贈った。
2014年（平成26年）9月29日、第187回臨時国会の冒頭の安倍晋三首相の所信表明演説に、古橋暉皃のエピソードが取り上げられた

## 関連事項

### 古橋暉皃が登場する作品

#### 映画
- 『時の絲ぐるま』（2020年、監督：石井友規）
- 『古橋源六郎暉皃物語』